# Sint-Petrus en Alexanderkerk
De H.H. Petrus en Alexanderkerk is een rooms-katholieke stiftskerk in de Beierse stad Aschaffenburg (Unterfranken).

## Geschiedenis
De geschiedenis van de kerk gaat terug op de stichting van een stift door hertog Liudolf en zijn vrouw in de 10e eeuw. Met de dood van hun zoon Otto tijdens zijn veldtocht tegen de saracenen in Zuid-Italië viel Aschaffenburg samen met het stift in het jaar 982 aan Mainz toe.
De opkomst van de stad Aschaffenburg, dat stadsrechten kreeg in 1161, is nauw verbonden met het groeiende belang van het stift, waartoe enig moment zeventien parochies, landgoederen, wijnbergen en molens behoorden. In 1304 kwam het tot een oproer tegen de privileges van het stift, maar de klachten van de stad werden gerechtelijk afgewezen en het sticht wist o.a. met steun van keizer Karel IV de invloed verder uit te breiden.
Tijdens de reformatie werd aartsbisschop Albrecht van Brandenburg gedwongen zijn residentie van Halle naar Aschaffenburg te verleggen. Het stift maakte nu tijdelijk onderdeel uit van de bisschopszetel. Met de opheffing van het keurvorstendom Mainz (1801) werd ook het stift in 1802 ontbonden. De stiftskerk werd nu een stadsparochiekerk. De inkomsten uit het stiftsvermogen gingen over op de Landsuniversiteit van Mainz. Later, na het Congres van Wenen, ging het vermogen als Allgemeiner Schul- und Studienfonds over in handen van Beieren. In het kapittelhuis bevindt zich sinds 1861 een museum.
De stiftskerk leed bij luchtaanvallen en artilleriebeschietingen in de Tweede Wereldoorlog aanzienlijke schade op. De herbouw begon al in 1946 en in 1947 konden er in het kerkschip weer diensten worden gevierd. Het werk aan het gebouw en de monumenten, voor zover die niet volledig verloren waren gegaan, werden in de daaropvolgende jaren stapsgewijs uitgevoerd. In 1955 werden nieuwe klokken in bedrijf genomen. Van de oorspronkelijke klokken is er slechts één bewaard gebleven. Tijdens het 1000-jarig jubileum in 1957 was de kerk weer zover teruggebracht in de oude staat, dat er geen sprake meer was van oorlogsschade. Het nieuwe altaar in de viering werd in 1981 gewijd.

## Architectuur
De kerk vertegenwoordigd vanaf het ottoonse, voorromaanse begin tot de 17e eeuw een aantal verschillende stijlperiodes. Een groot deel van het huidige gebouw stamt uit de 12e en 13e eeuw. Tot het ensemble behoren sinds de 13e eeuw eveneens de zich in het noorden van de kerk aansluitende stiftsgebouwen, die in een u-vorm de romaanse kruisgang omsluiten en tegenwoordig de locatie is van het stiftsmuseum. De kruisgang werd in de jaren 1240-1245 gebouwd.
Via het terrein van het voormalige kerkhof is de toegang van de kerk te bereiken over een monumentale, dubbele barokke trap uit de 17e eeuw. Tussen de beide trappen staan de zandstenen beelden van de schutspatronen van de kerk, Petrus en Alexander, uit het jaar 1723. Op het platform van de trap bevindt zich een kruisigingsgroep van de uit Aschaffenburg afkomstige beeldhouwer Antonius Wermerskirch (1699). De westelijke en noordelijke zijde van de kerk wordt door een open voorhal omsloten. Aan de muren zijn een groot aantal stenen reliëfs en epitafen bevestigd. Alsof het de hoofdas van de kerk betreft domineert boven de arcaden de gevel van de Maria-Schnee-Kapelle (Maria-ter-Sneeuwkapel). De kapel werd in 1516 door Albrecht van Brandenburg gewijd. Aan de steunberen van de gevel bevinden zich de beelden van de Driekoningen, daarboven in de neogotische gevel (na 1850) een reliëf van de heilige Martinus. Het tweede dominerende element is de gotische toren aan de zuidwestelijke hoek van het kerkschip. De toren werd ongeveer tussen 1340 en 1420 gebouwd. De vierkante toren gaat na twee verdiepingen over in een octogonale bovenbouw met klokkenstoel. Aan de voet van de klokkenstoel bevindt zich een platform met een wering van maaswerk. De engel op de spits van de toren werd er in 1539 opgezet en voor het laatst in 1971 vernieuwd. Een tweede toren in het noordwesten bleef onvoltooid. Het wordt niet uitgesloten dat de kerk in de romaanse tijd op dezelfde plaats twee torens bezat.
Het oudste deel van de kerk is het oostelijk georiënteerde kerkschip met de romaanse pijlerarcaden uit de 12e eeuw. De hoofdingang naar de kerk vanuit het westen is een rondboogportaal uit circa 1220, waarboven zich een halfrondvormig tympanon bevindt, dat Jezus op een troon als wereldheerser toont met aan Zijn zijde Petrus en Alexander. Bij het ingaan van de kerk komt men in een ruimte met zestien laatromaanse zuilen met rijk gedecoreerde kapitelen en die vermoedelijk ooit hebben gestaan in een voorganger van het Slot Johannisburg. De zuilen dragen de orgelgalerij. Het dwarsschip, het oostelijk koor alsmede het westelijke en noordwestelijke portaal stammen uit de eerste helft van de 13e eeuw en zijn gotisch.

## Interieur
De basiliek heeft een rijk interieur met veel belangrijke kunsthistorische werken. Naast de kerkschat, een voor het bisdom Würzburg unieke verzameling van liturgische voorwerpen en goudsmeedkunst, zijn o.a. het ottoonse crucifix uit de 10e eeuw, de een paneel met de "Bewening van Christus" en het Maria ter Sneeuw-altaar van Matthias Grünewald vermeldenswaard.
- Het grote triomfkruis uit de 10e eeuw hangt aan de noordzijde in het midden van het hoofdschip. Het kruis betreft waarschijnlijk een geschenk van Mathilde II van Essen en aartsbisschop Willigis ter nagedachtenis aan Mathildes broer Otto van Zwaben.
- Tegenover het kruis bevindt zich de vroegbarokke kansel uit het jaar 1602. Aan de pilasters van de kansel staan Christus Salvator en de vier evangelisten. De vier daartussen liggende stenen reliëfs tonen voorstellingen uit het Oude Testament, die allegorisch op het Nieuwe Testament verwijzen. Boven de reliëfs bevinden zich de beeltenissen van de vier grote kerkvaders van de westerse kerk (Gregorius de Grote, Hiëronymus, Ambrosius en Augustinus). Aan de voet van de kansel staan de kerkpatronen Petrus en Alexander en de apostel Andreas.
- Het laatbarokke hoogaltaar wordt met een baldakijn overdekt en ontstond in de jaren 1771-1774.
- Het schilderstuk Bewening van Christus (1525) werd in opdracht van het stift door Matthias Grünewald gemaakt. Sinds 1516 vervaardigde Matthias Grünewald een hele rij kunstwerken, die zich tegenwoordig op de Bewening van Christus na op andere plekken zoals de Alte Pinakothek bevinden. Het kunstwerk op een dennenhoutpaneel bevindt zich in een kapel in het zuidelijke zijschip. Waarschijnlijk werd het oorspronkelijk gemaakt als onderdeel van een grafkist.
- In het noordelijke dwarsschip bevinden zich drie bronzen werken die door de familie Vischer, een vermaarde kunstenaarsfamilie uit Neurenberg, in opdracht van Albrecht van Brandenburg werden gemaakt. Het epitaaf van aartsbisschop Albrecht van Brandenburg in vol ornaat met kromstaf werd in 1525 gemaakt. Uit 1530 dateert het bronzen reliëf van Maria met Kind naar een gravure van Albrecht Dürer. Tussen de beide reliëfs staat een bronzen baldakijn (1536) waarop een houten schrijn staat met meerdere relikwieën. Aan de oostelijk muur bevindt zich boven een altaar een houten paneel met daarop een voorstelling van de kruisiging (1520).
- Centraal in het zuidelijk transept staat het doopvont uit het jaar 1487 met kleurrijke reliëfs van engelen. Op de zuidelijke muur bevindt zich een drietal panelen met in het midden de Aanbidding van de Koningen uit 1577 geflankeerd door twee altaarvleugels uit 1520 met links de heiligen Catharina met het zwaard en Margaretha met de draak en rechts Barbara met de kelk en Agnes met het lam. Aan de oostzijde hangt een kopie van een paneel uit het Magdalena-altaar met de Opstanding van Christus (1520). Nog een kopie van het Magdalena-altaar is een voorstelling van de heilige Valentijn aan de westelijke muur van het transept. Het Magdalena-altaar zelf maakt deel uit van de kerkschat in het stiftsmuseum.
- De naam van de Maria ter Sneeuwkapel, waar men via een trap vanuit het noordelijke zijschip door twee spitsboogarcaden komt, heeft betrekking op de legende dat Maria het midden in de zomer in Rome liet sneeuwen om aan te geven waar de Santa Maria Maggiore moest worden gebouwd. Het oorspronkelijk voor het altaar van deze kapel door Matthias Grünewald geschilderde Madonnaschilderij, de zogenaamde Stuppacher Madonna, bevindt zich tegenwoordig in Bad Mergentheim. In het altaar bevindt zich tegenwoordig een kopie.

Voorts zijn er meerdere nevenaltaren in de zijschepen van de kerk, een groot aantal schilderijen en een veelvoud van epitafen en monumenten aan de zuilen en muren van de kerk. In de kapel onder de klokkentoren bevindt zich een allegorische beeldengroep van Heinrich Philipp Sommer uit 1816 als monument voor Friedrich Karl Joseph von Erthal. Boven de ingang naar de Maria-ter-Sneeuwkapel hangt een groot kruis uit de 19e eeuw. Tegenover de kapel hangt aan de hoge muur een schildersdoek met Christus tussen Paulus en Petrus (1570-1643). In de bij het koor in het noordelijk zijschip gelegen kapel bevindt zich het 19e-eeuwse Noodhelpers-altaar, waarin meerdere laatgotische onderdelen uit de 15e eeuw werden geïntegreerd. De tweede noordelijk kapel bevat een kruisigingsgroep uit 1650.

## Kerkschat
In de historische zalen van het kapittelhuis bevindt zich sinds 1861 het stiftsmuseum met een collectie bodemvondsten uit diverse periodes. Eveneens herbergt het museum een omvangrijke verzameling kerkelijke kunst uit Asschaffenburg en omgeving. Hieronder bevinden zich middeleeuwse bouwonderdelen, kerkklokken, beelden, vele Madonna's, paramenten, reliekschrijnen, monstransen, miskelken en iconen. Eveneens maken een aantal schilderijen uit het atelier en de school van Lucas Cranach deel uit van de kerkschat. Deze schilderijen kwamen vooral naar Asschaffenburg met de verplaatsing van de bisschopszetel vanuit Halle. Voorts bevindt zich in het museum het oudste schaakbord van Duitsland (circa 1300).

## Afbeeldingen

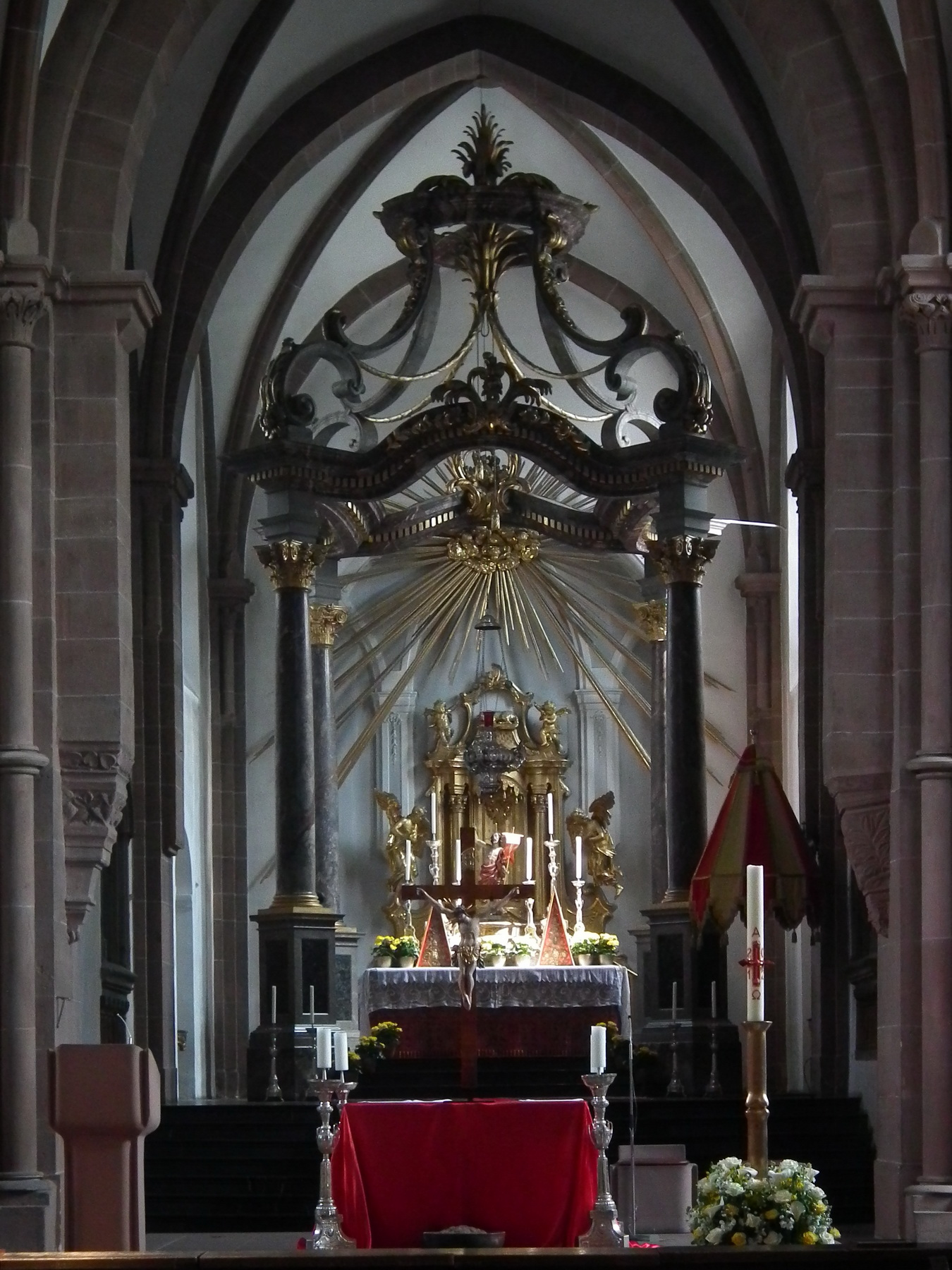
Hoogaltaar
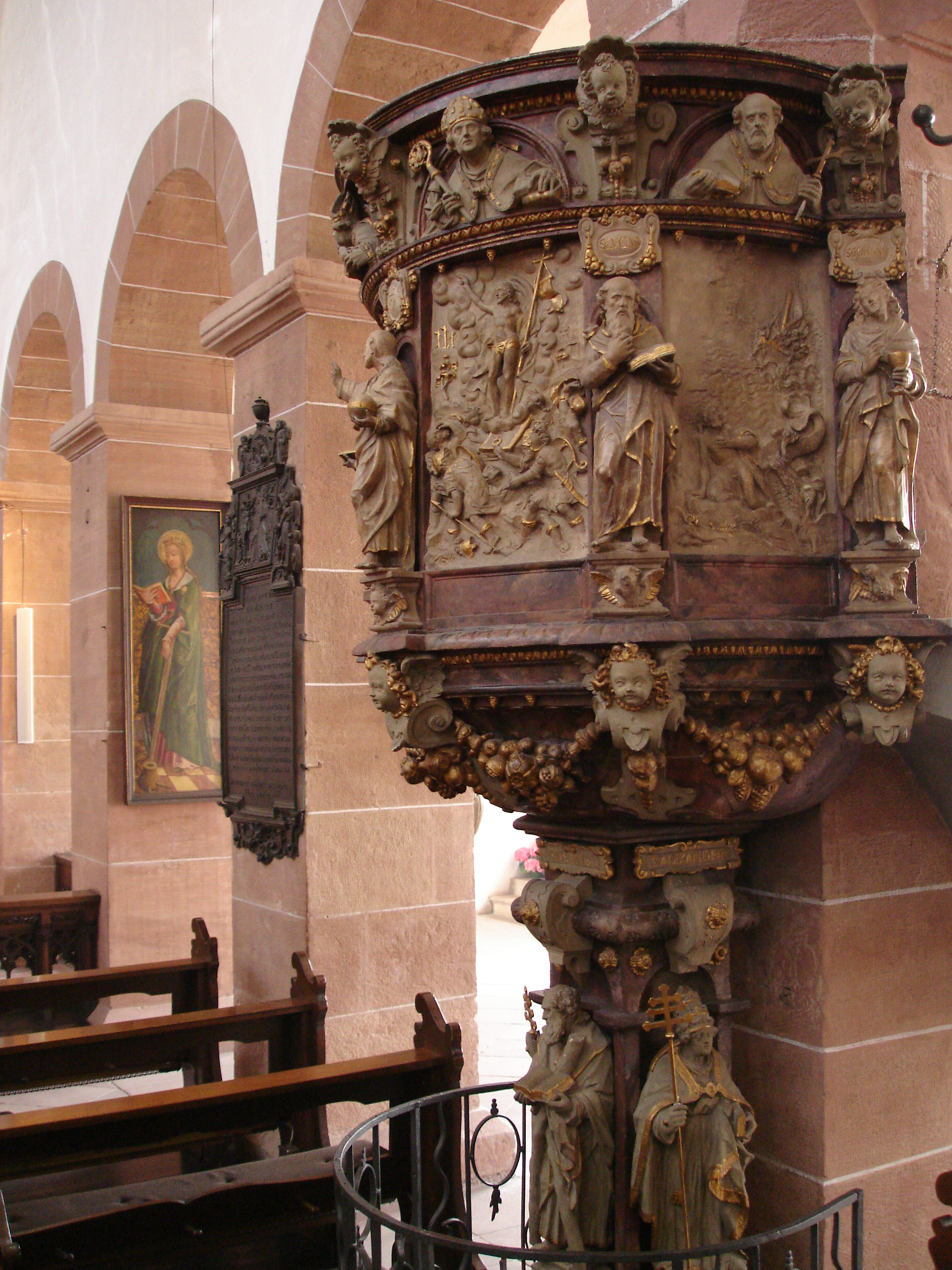
Kansel
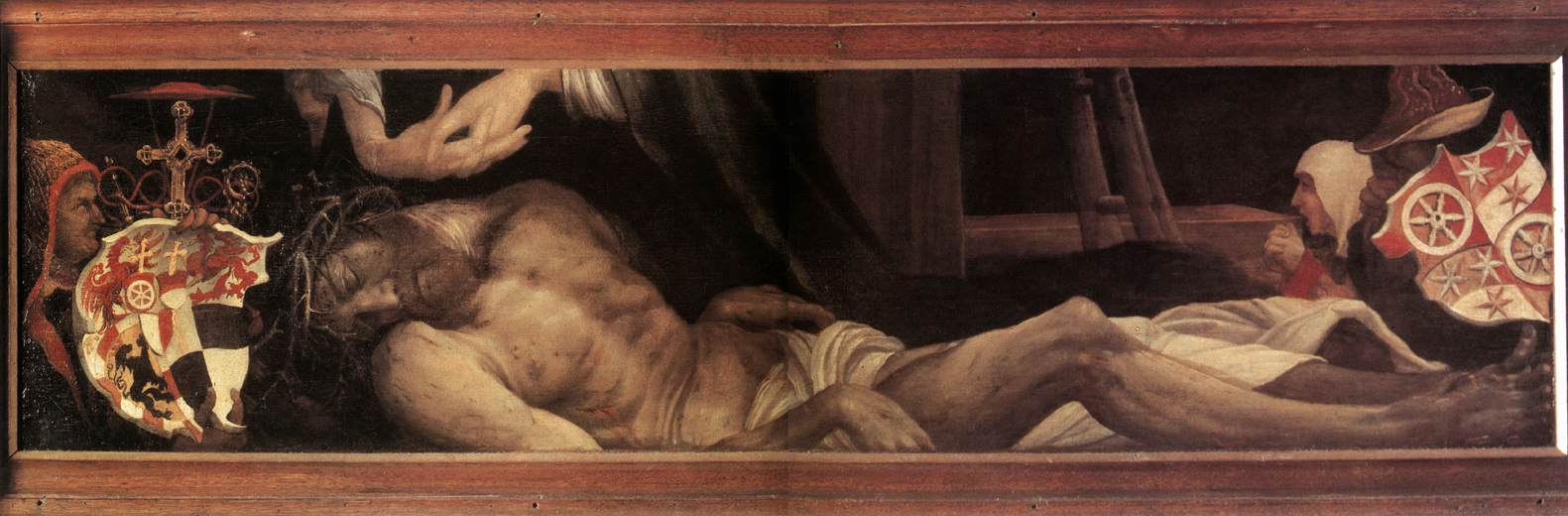
Bewening van Christus (Matthias Grünewald)
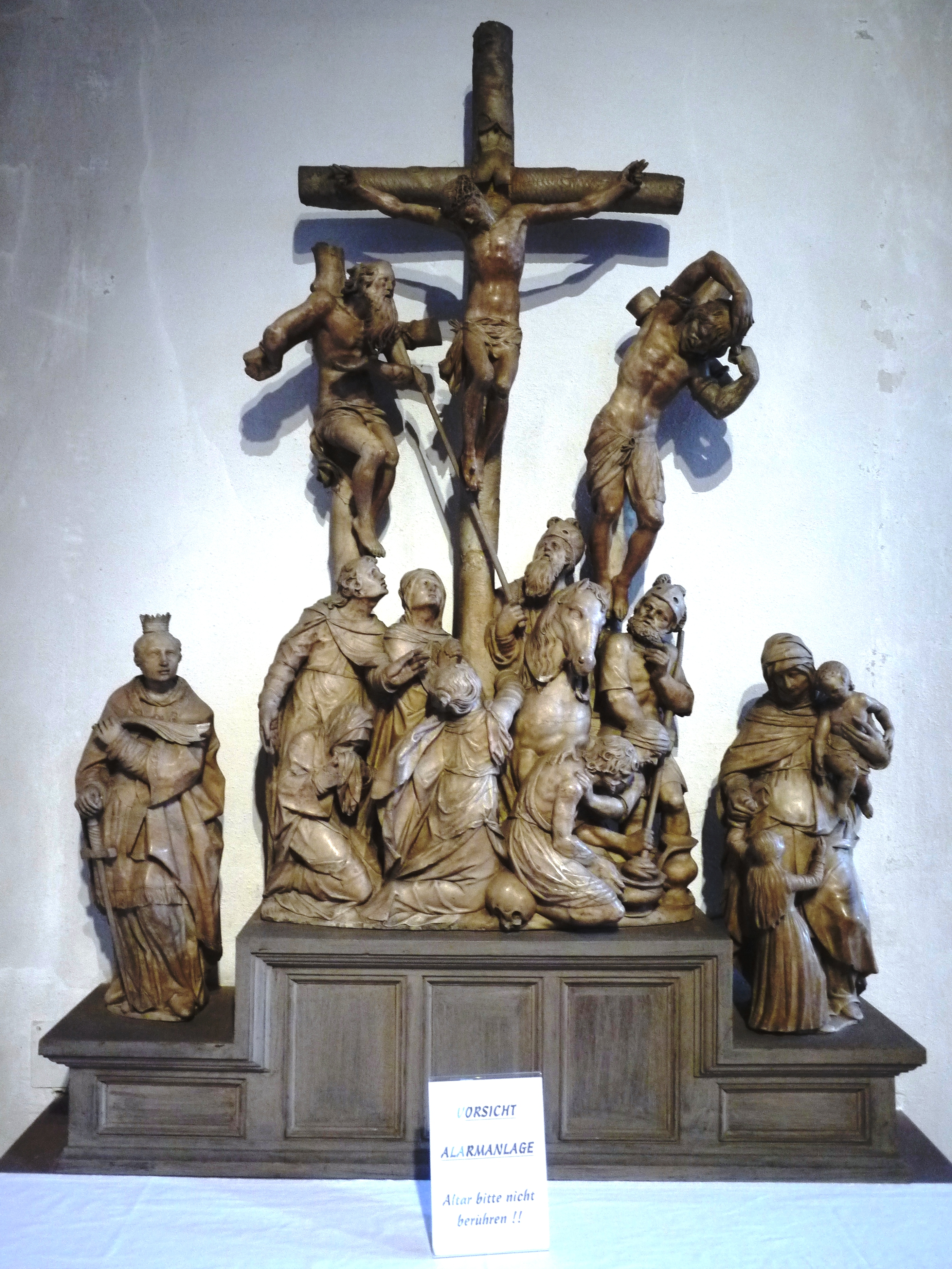
Kruisigingsgroep
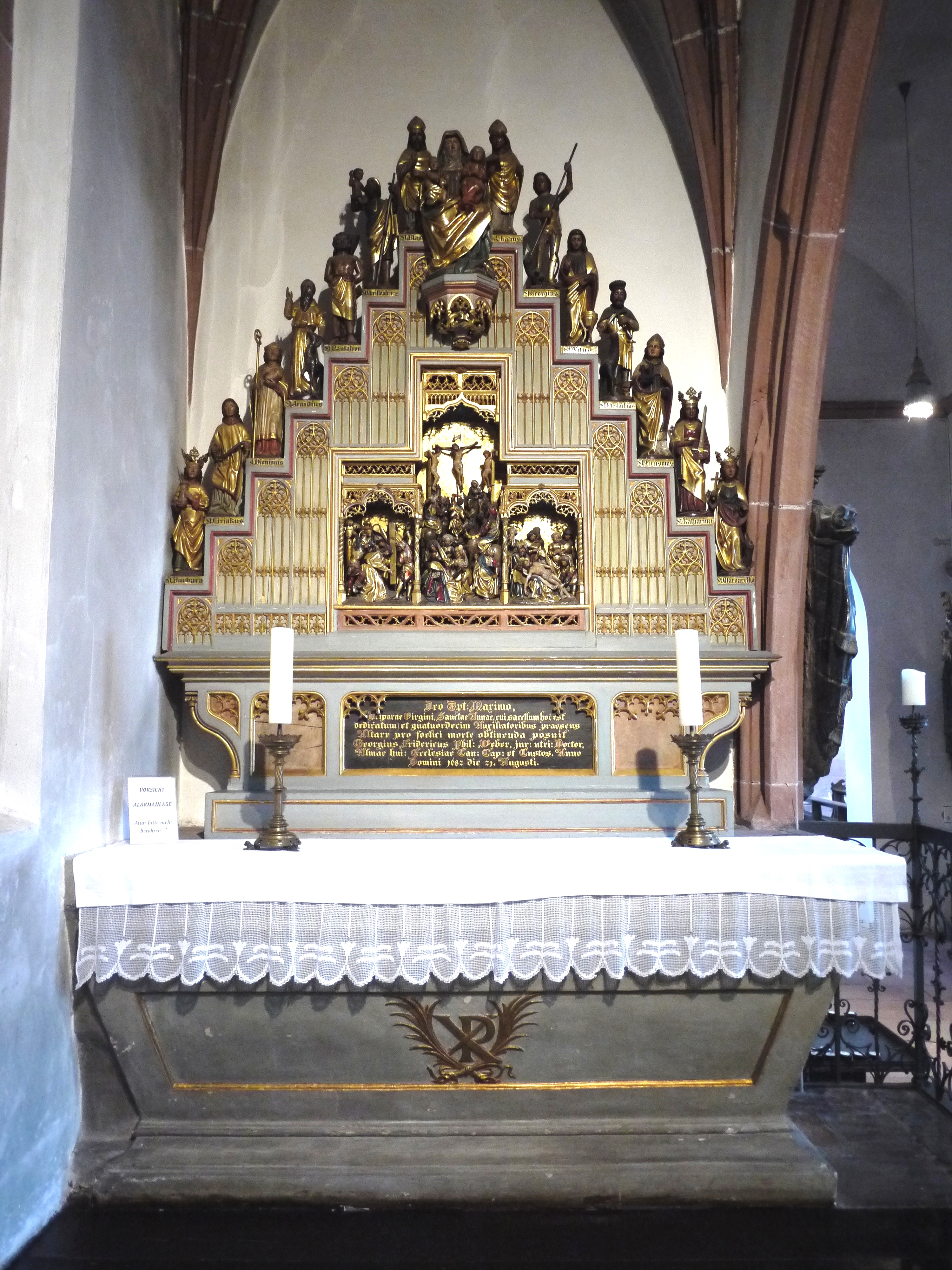
Noordhelpersaltaar
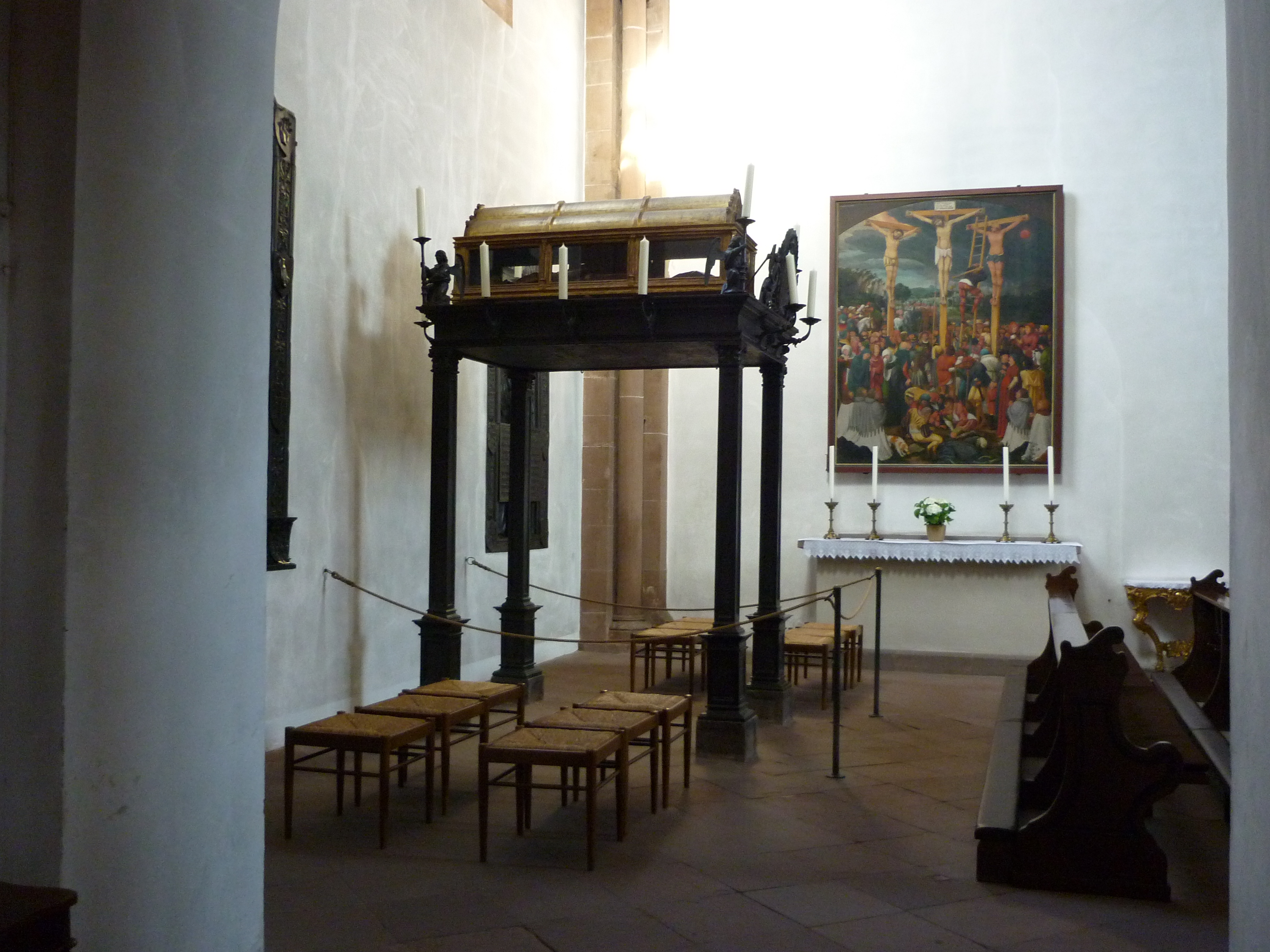
Margaretha-schrijn
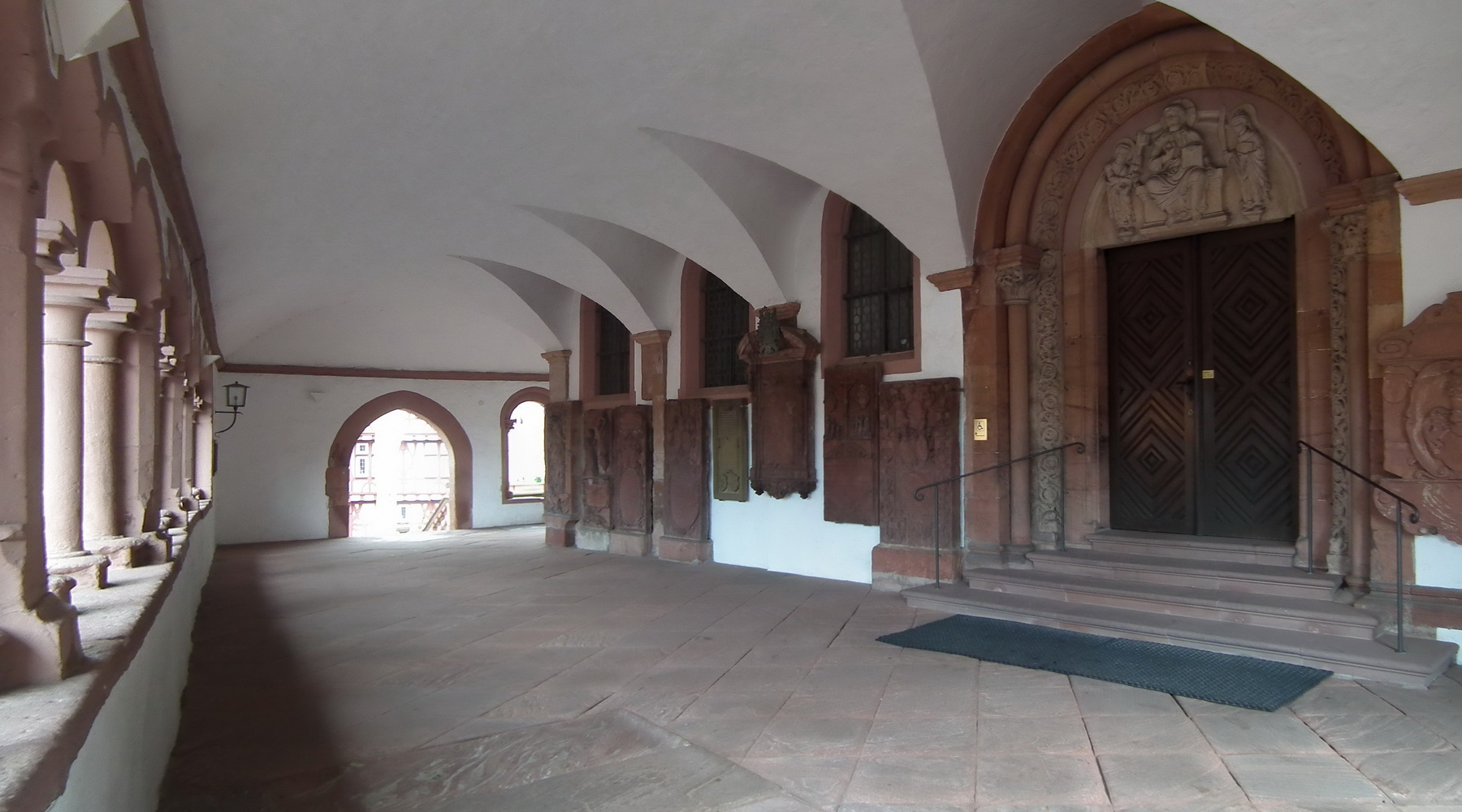
Galerij